# John Charles
 William John Charles, CBE (Swansea, 1931. december 27. – Wakefield, Anglia, 2004. február 21.) walesi labdarúgóhátvéd, csatár, edző. Bátyja, Mel Charles és unokaöccse, Jeremy Charles is játszott a walesi válogatottban, unokája, Jake Charles pedig egyelőre az utánpótlás-válogatottak tagja.